# Reichenau (Insel)

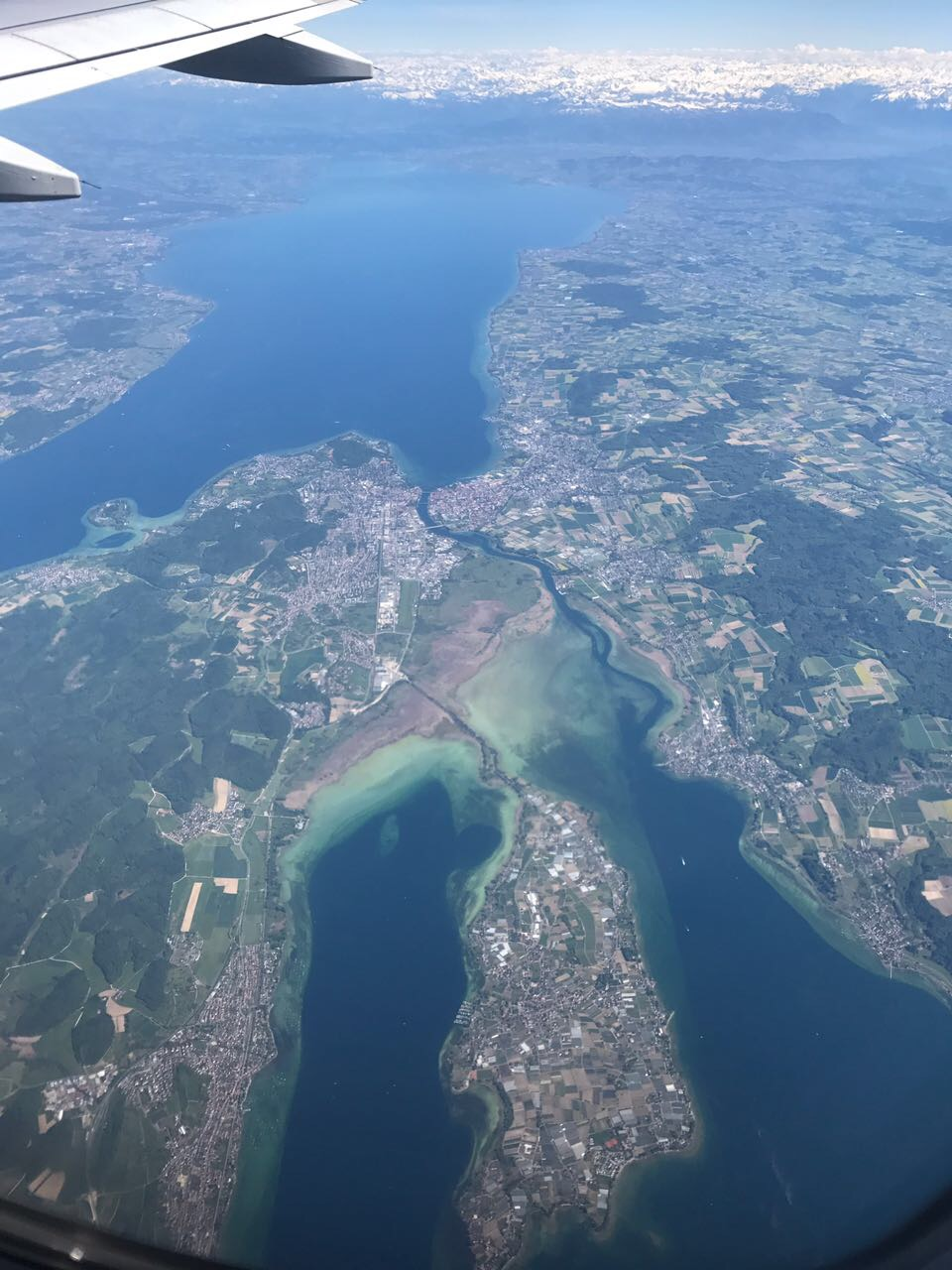
Luftbild gen Osten: Unten die Reichenau im Untersee, oben der Obersee, im Hintergrund die österreichischen Alpen

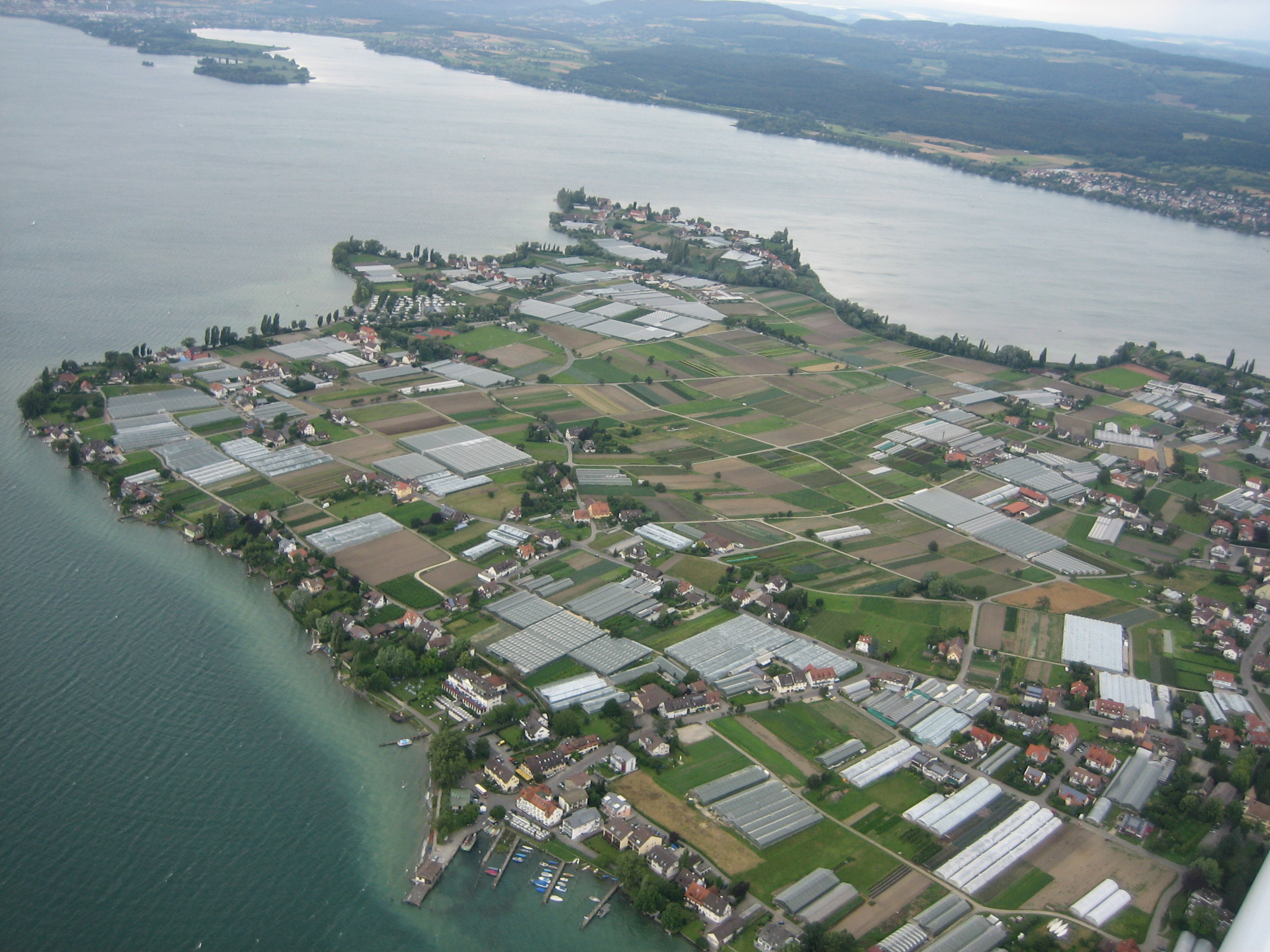
Westteil der Insel, im Hintergrund links die Halbinsel Mettnau und die vorgelagerte kleine Liebesinsel, rechts der Gnadensee

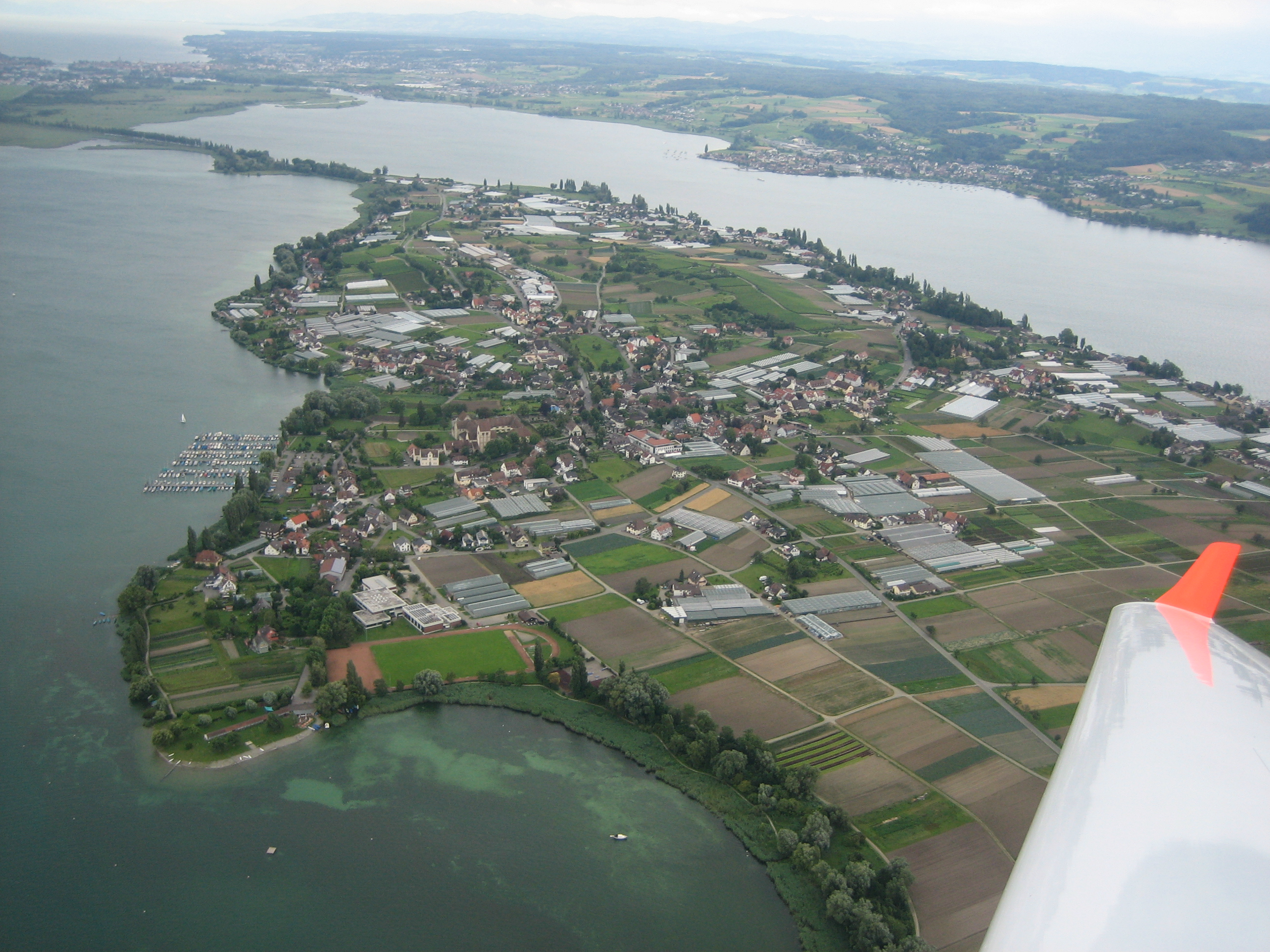
Ostteil der Insel, oben links der Reichenauer Damm, dahinter die Naturschutzinsel Triboldingerbohl

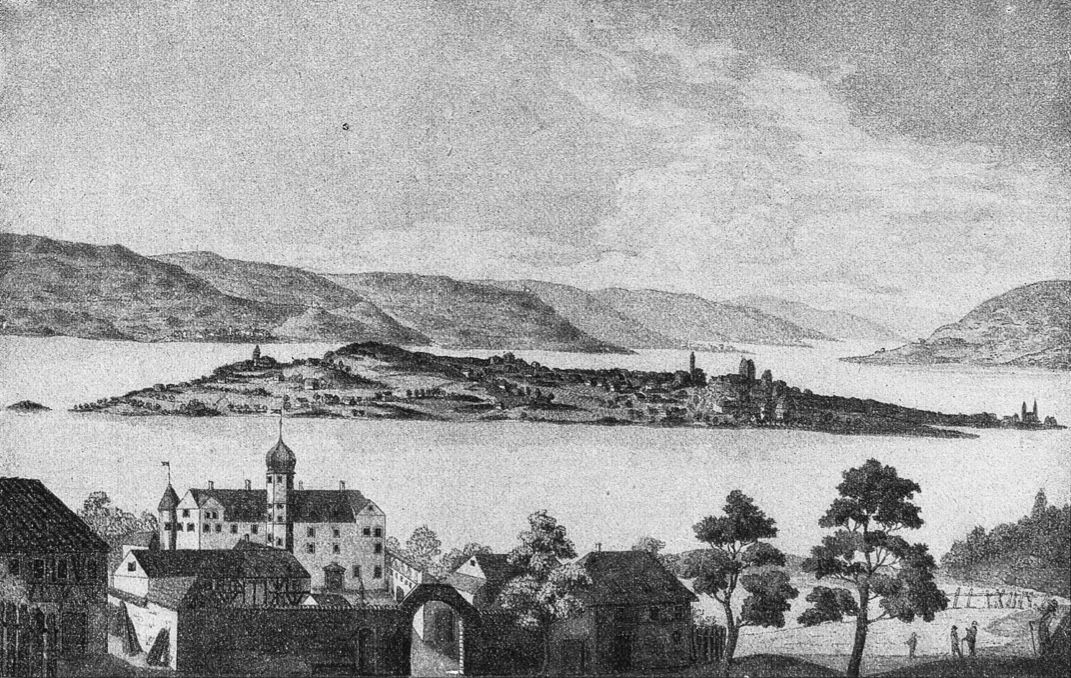
Insel Reichenau vom Bodanrück her, im Vordergrund Schloss Hegne. (Johannes Schurter, 1925)

Die Reichenau (alemannisch: Riichenau) ist eine bewohnte Insel im Landkreis Konstanz in Baden-Württemberg und die größte Insel im Bodensee. Die zur Gemeinde Reichenau gehörende „Klosterinsel Reichenau“  ist seit 2000 als „herausragendes Zeugnis der religiösen und kulturellen Rolle eines großen Benediktinerklosters im Mittelalter“ auf der UNESCO-Welterbe-Liste verzeichnet.
Das Königskloster Reichenau „war eines der innovativsten kulturellen und politischen Zentren des Regnum Teutonicum und besaß im 10. und 11. Jahrhundert eine einflussreiche Malschule“: Die Hauptwerke der Reichenauer Handschriften wurden 2003 als „kulturgeschichtlich einzigartige Dokumente, die exemplarisch das kollektive Gedächtnis der Menschheit repräsentieren“, zum UNESCO-Weltdokumentenerbe hinzugefügt.
2024 feierte die Klosterinsel ihr 1.300-jähriges Jubiläum: Unter dem Titel Welterbe des Mittelalters war dies Anlass und Thema der „Großen Landesausstellung“ Baden-Württemberg vom April bis Oktober des Jahres im Archäologischen Landesmuseum Baden-Württemberg in Konstanz am Bodensee sowie auf der Insel selbst.

## Geschichte
Die Insel Reichenau war möglicherweise bereits von den Römern bebaut und besiedelt. So beschreibt der griechische Historiker Strabon in seinem Buch 7 zum Jahr 15 v. Chr. eine Insel im Bodensee, die in der Forschung immer wieder mit der Reichenau identifiziert wurde: „In diesem See (Bodensee) gibt es eine Insel, derer sich Tiberius gleichsam als einer Burg anlässlich des Zuges gegen die Vindelicier bequem bei den Kämpfen zu Schiff bedienen konnte.“
Im frühen Mittelalter erlangte die Insel durch das dortige Benediktinerkloster eine hohe kulturelle Bedeutung, die sich in zahlreichen auf der Reichenau entstandenen Handschriften niedergeschlagen hat. Ein bedeutender Vertreter dieses Klosters war der Benediktinermönch Walahfrid Strabo, der auf Reichenau um 841 seinen Hortulus dichtete,
Die Grundstücke auf der Insel gehörten bis in die 1830er Jahre Stiftungen oder dem Fürstbischof. Sie wurden als Lehen an Rebleute oder Bauern vergeben. Das Lehnswesen wurde in den 1830er Jahren aufgelöst. Die Grundstücke konnten von den ehemaligen Lehensnehmern gekauft werden.
Nach Ende des Zweiten Weltkriegs wurden im Sommer 1945 etwa zwei Drittel der Bewohner der Insel für zweieinhalb Monate evakuiert. Rund 3000 französische KZ-Häftlinge aus dem Konzentrationslager Dachau verbrachten dort ihre Quarantäne vor ihrer Rückkehr in die Heimat.
Im Juni/Juli 1999 war die Zufahrt über den Damm zur Insel durch das Pfingsthochwasser des Bodensees mehrere Wochen lang gesperrt, so dass die Insel durch Lastwagen der Bundeswehr versorgt werden musste.

## Geografie
Die Insel ist Teil der Gemeinde Reichenau sowie kulturelles und Verwaltungszentrum der Gemeinde. Verwaltungssitz und seit der Gründungszeit größtes Dorf ist Mittelzell. Die Gemeinde Reichenau umfasst neben der Insel auch Festlandgebiete.
Sie liegt im westlichen Teil des Bodensees, dem Untersee, zwischen Konstanz und Radolfzell. Am nördlichen Ufer liegt der Gnadensee, am südlichen Ufer der Rheinsee, beide sind Teile des Untersees. Über den 1838 aufgeschütteten Reichenauer Damm ist sie mit dem Festland verbunden. Der höchste Punkt der Insel (Hochwart, früher Friedrichshöhe) liegt auf 438,7 Meter und erhebt sich circa 43 Meter über den Seespiegel.
Die Insel ist 4,5 Kilometer lang und 1,5 Kilometer breit und besitzt eine Gesamtfläche von 4,3 Quadratkilometern. Der Umfang beträgt 11,0 Kilometer. Diese Angaben beziehen sich auf das Inselgebiet, das westlich vom Bruckgraben liegt. Flächenmäßig ist die Insel bei weitem die größte im gesamten Bodensee und ist mehr als sechsmal so groß wie die an zweiter Stelle stehende Insel Lindau. In den späten 1980er-Jahren hat die Reichenau Lindau auch als bevölkerungsmäßig größte Insel überholt.
Die aktuelle Einwohnerzahl der Insel Reichenau wird auf 3200 bis 3300 geschätzt. Die letzte genaue Einwohnerzahl aus der amtlichen Statistik stammt aus der Volkszählung 1961. Die Ortsteile von Südost nach Nordwest:
| Nr. | Dorf            | Zensus 2011-05-09 | Bevölkerung Schätzung 2008 | Bevölkerung VZ 1961 | Bevölkerung VZ 1885 |
| --- | --------------- | ----------------- | -------------------------- | ------------------- | ------------------- |
| 1   | Oberzell        | …                 | 511                        | 418                 | 292                 |
| 2   | Mittelzell      | …                 | 2454                       | 1737                | 1082                |
| 3   | Niederzell      | …                 | 238                        | 198                 | 149                 |
|     | Insel Reichenau | 3570              | 3203                       | 2353                | 1523                |

Bei den drei Dörfern handelt es sich um Streusiedlungen ohne stark ausgeprägten Ortskern. Eine Aufstellung aus der Volkszählung vom 1. Dezember 1885 listet neben den eigentlichen Dörfern noch 18 Weiler, Häuser und Häusergruppen auf, die gleichwohl den einzelnen Dörfern zugeordnet wurden:
| Oberzell (Dorf) | 159 | Mittelzell (Dorf) 1                    | 633  | Unter- od. Niederzell (Dorf) | 105 |
| Rheinstraße (Häuser) | 123 | Auenstade (Stadigasse) (Weiler)        | 67   | Bürgle (Haus)                | 5   |
| Schopflen (Haus) 2 | 4   | Bradlen (Weiler)                       | 43   | Genslehorn (Weiler)          | 28  |
| Fährhaus (Haus) | 6   | Buchhorn (Weiler)                      | 104  | Steinerner Weg (Häuser)      | 11  |
| |     | Klempern (Häuser)                      | 8    |                              |     |
| |     | Rheinstraße (Häuser)                   | 199  |                              |     |
| |     | Sigelinshof oder Rohrschachen (Weiler) | 28   |                              |     |
| Oberzell gesamt | 292 | Mittelzell gesamt                      | 1082 | Unterzell gesamt             | 149 |
| 1 mit den Ortsteilen Allenwinden, Häflinshof, Kellerwies, Münster, Rasthof und Rauhof 2 Die Ruine Schopflen befindet sich bereits jenseits des Bruckgrabens auf dem Reichenauer Damm, wird aber zum Ortsteil Oberzell gerechnet. |     |                                        |      |                              |     |

Bereits im nachfolgenden Ortsverzeichnis der Volkszählung von 1905 tauchen diese Ortsnamen nicht mehr auf, sondern nur noch die Namen der drei Dörfer Oberzell, Mittelzell und Unterzell. Neun der 18 ehemals angeführten Ortsteile leben zumeist leicht verändert weiter als Straßennamen:
Untere Rheinstraße, Fährenhorn,
Häfelishofstraße, Im Rasthof, Rauhofweg,
Stedigasse, Bradlengasse, Obere Rheinstraße,
und Im Genslehorn.

## Wirtschaft

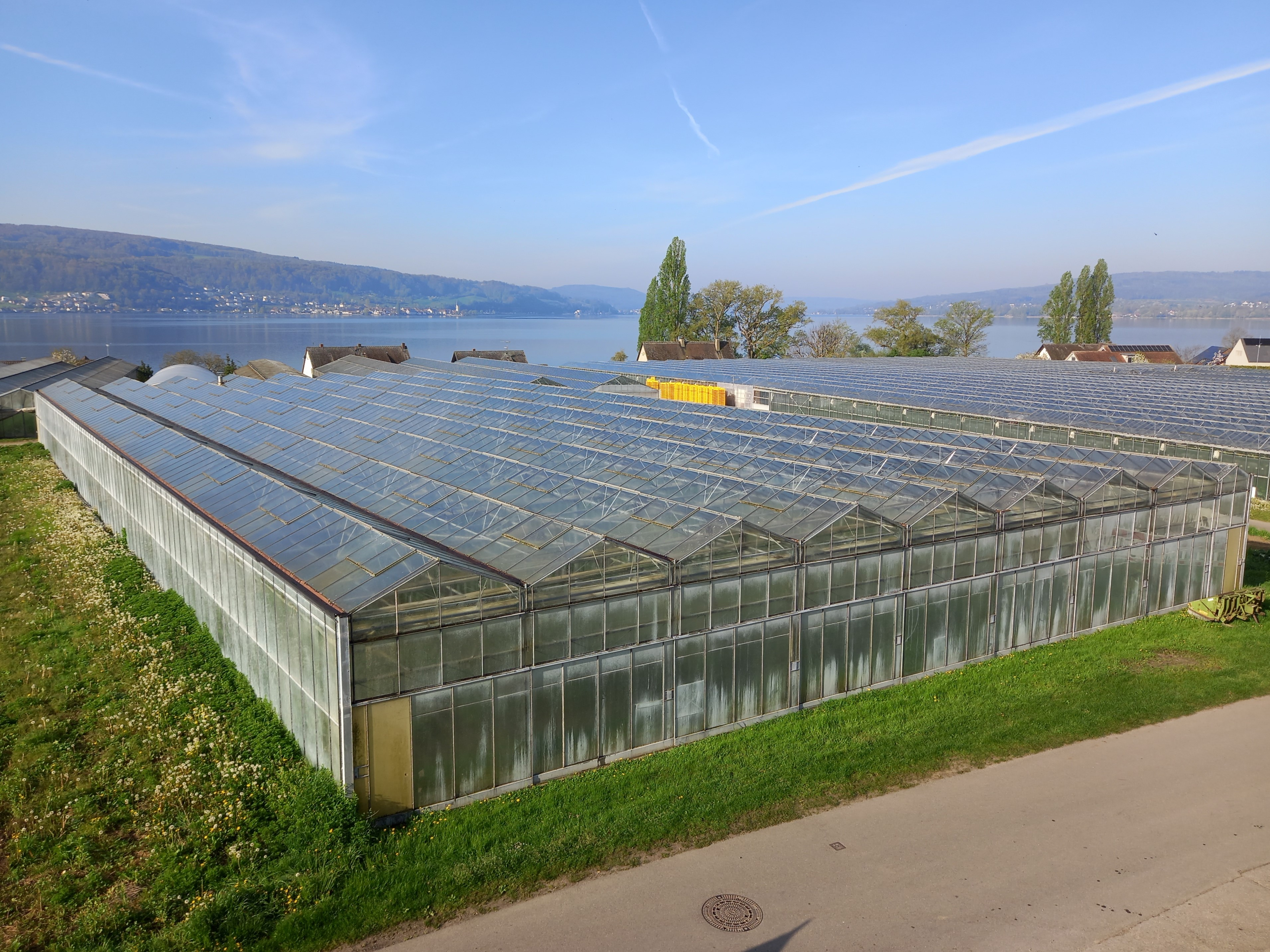
Gewächshäuser in Niederzell oberhalb des Untersees

Durch die temperaturausgleichende Wirkung des Bodensees, die positiven Auswirkungen des Alpenföhns und die daraus resultierende hohe Zahl an Sonnentagen ist das Klima auf der Reichenau besonders mild. Hiervon profitiert zuvörderst der Gemüseanbau mit bis zu drei Freilandernten pro Jahr. Etwa 160 Hektar der Insel werden landwirtschaftlich genutzt, mehr als 25 % der Anbaufläche befindet sich in Gewächshäusern. Tomaten von der Insel Reichenau, Salate von der Insel Reichenau, Feldsalate von der Insel Reichenau und Gurken von der Insel Reichenau sind durch die EU geschützte geografische Angaben. Auf der Insel betreibt der Winzerverein Reichenau die südlichste Weinanbau-Fläche Deutschlands.
Zudem ist der Tourismus mit über 200.000 Übernachtungen und vielen Tagestouristen neben dem Gemüseanbau Haupteinnahmequelle der Insel.
Die EnBW betreibt im und um das Schloss Windegg (örtlich Bürgle genannt), das sich in deren Privatbesitz befindet, eine Urlaubsanlage für Mitarbeiter.

## Geologie
Die Insel ist aus Moränenschutt und verschwemmten Schottern aufgebaut, die am Ende der letzten Eiszeit (Würm) abgelagert worden sind. Sie ist Teil einer Moräne, die sich vom aufgeschütteten Damm im Osten bis zur Halbinsel Mettnau bei Radolfzell im Westen erstreckt.

## Verkehr

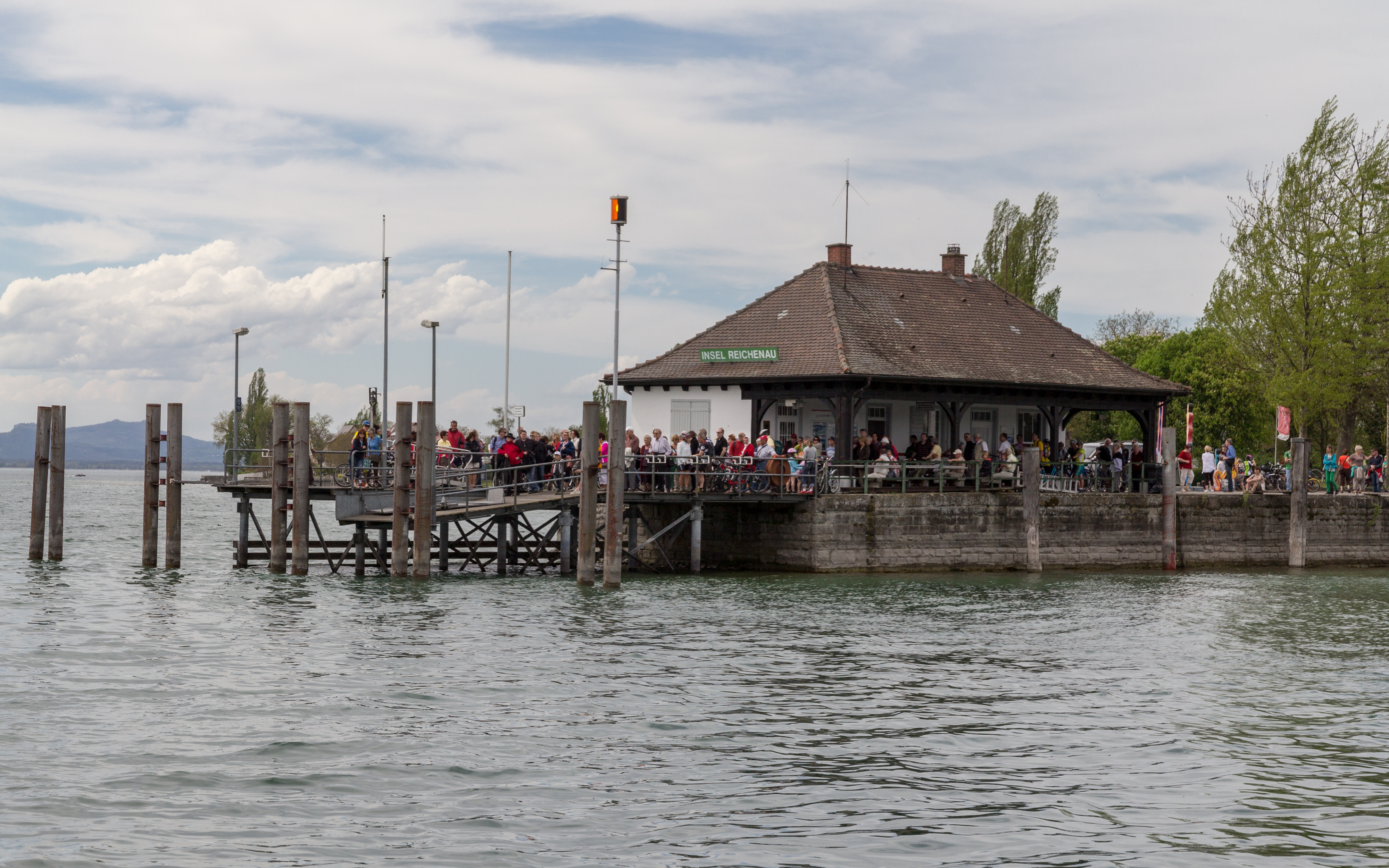
Schiffsanlegestelle der Insel Reichenau

Der Reichenauer Damm, auf dem eine 1300 Meter lange Allee von Pyramidenpappeln verläuft, wurde 1838 als Dammweg bzw. als feste Inselstraße 1858 gebaut und ist mit Kraftfahrzeugen befahrbar. Der Damm ist unterbrochen von dem sieben Meter breiten und 95 Meter langen Bruckgraben, der von der niedrigen Reichenauer Brücke der Landesstraße 221 Konstanz-Reichenau (Pirminstraße) überquert wird und durch den Boote fahren können. Für Segelboote ist die Brücke jedoch zu niedrig. Bei Hochwasser mit einem Pegelstand ab 5,30 Meter (Pegel Konstanz) wird der Damm überschwemmt.
Die Allee ist ein Startpunkt der rund 2900 Kilometer langen Deutschen Alleenstraße.
Mit dem öffentlichen Verkehr ist die Insel per Bus erreichbar, im Sommerhalbjahr auch mit Ausflugsschiffen der Weißen Flotte sowie der Personenfähre ab Allensbach. Schiffe der Schweizerischen Schifffahrtsgesellschaft Untersee und Rhein und der Bodensee-Schiffsbetriebe verkehren fahrplanmäßig mehrmals täglich zur Insel. Bei passendem Wetter verbindet eine Solarfähre die Insel Reichenau mit Mannenbach.
Die Reichenau wird als Zwischenziel von der Via Beuronensis erreicht, einem Jakobs– und Fernwanderweg nach Spanien.

## Museen und Archive

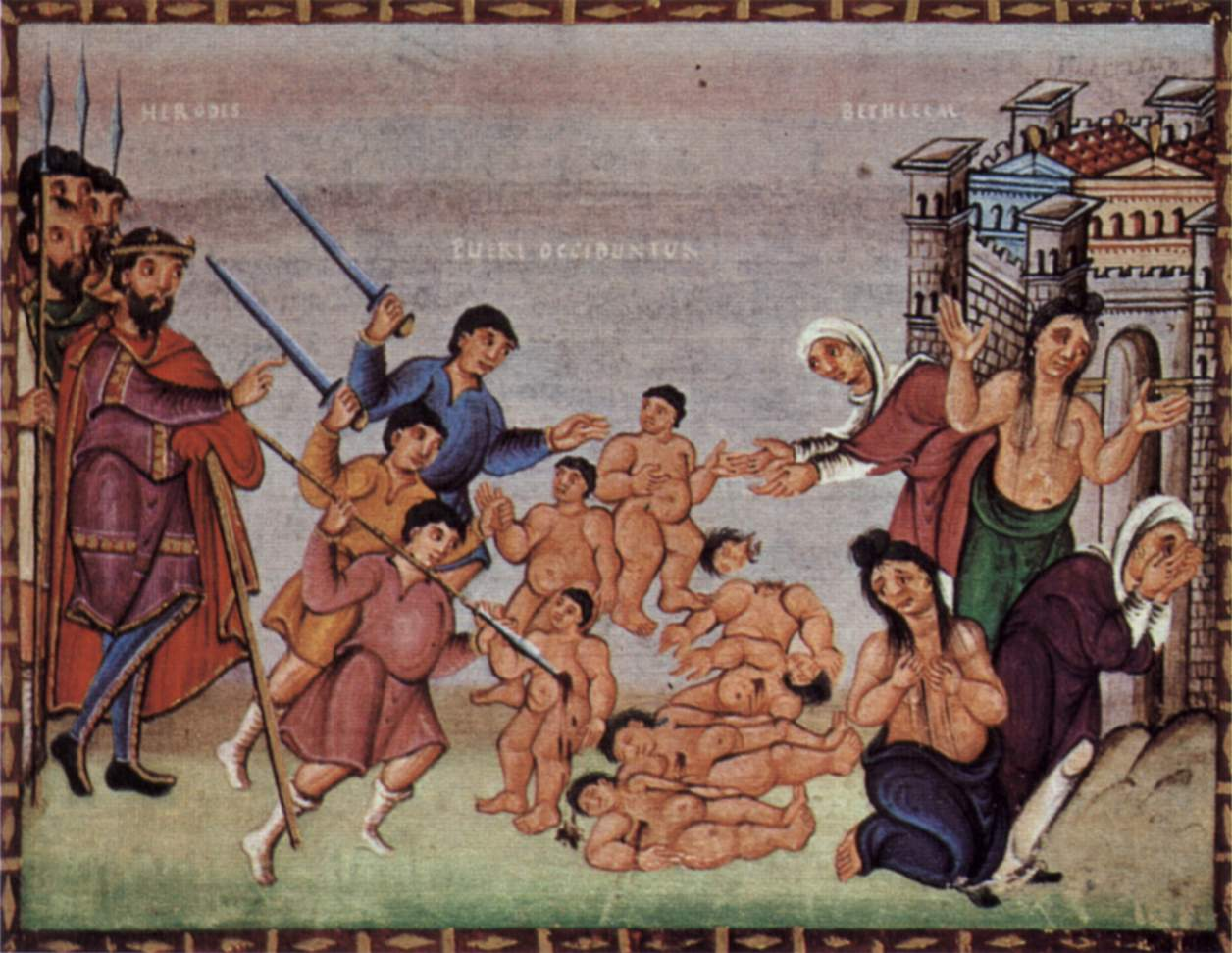
Codex Egberti, Fol 15v, Szene Bethlehemitischer Kindermord: Werk eines Meisters der Reichenauer Malschule (Meister des Registrum Gregorii, 10. Jahrhundert)

Auf der Insel Reichenau befinden sich drei Museen:
- Das Museum Reichenau im historischen Fachwerkgebäude in Mittelzell als Heimatmuseum zur bürgerlichen Geschichte und zum Lebensraum der Reichenauer mit den Themen Gemüseanbau, Fischerei, Brauchtum und Reichenauer Künstler sowie im Neubau eine Ausstellung zur Klostergeschichte, zum Münster St. Maria und Markus und zur Wand- und Buchmalerei der Reichenauer Mönche.
- Das Museum St. Georg in Oberzell zeigt den um das Jahr 1000 gemalten Bildzyklus mit acht Wandbildern zu den Wundertaten Christi aus der gegenüberliegenden Kirche St. Georg.
- Das Museum St. Peter und Paul in einem historischen Gebäude neben der Kirche zeigt die Geschichte seit Bischof Egino von Verona und Bau der Kirche St. Peter und Paul um 799.

Darüber hinaus gibt es die Schatzkammer im Münster Reichenau. Präsentiert werden hier bedeutende Teile des einstigen Kirchenschatzes, wie der „Krug der Hochzeit zu Kanaa“ aus dem 5. Jahrhundert, Vortragekreuze, Reliquienschreine und Reliquiare, Gefäße, Messgewänder und Glasfenster.
Das Gemeindearchiv ist im Keller der Tourist-Information in der Pirminstrasse in Mittelzell untergebracht. Die Handschriften und Bücher aus der Klosterzeit befinden sich heute im Generallandesarchiv Karlsruhe und in der Badischen Landesbibliothek.

## Sehenswürdigkeiten

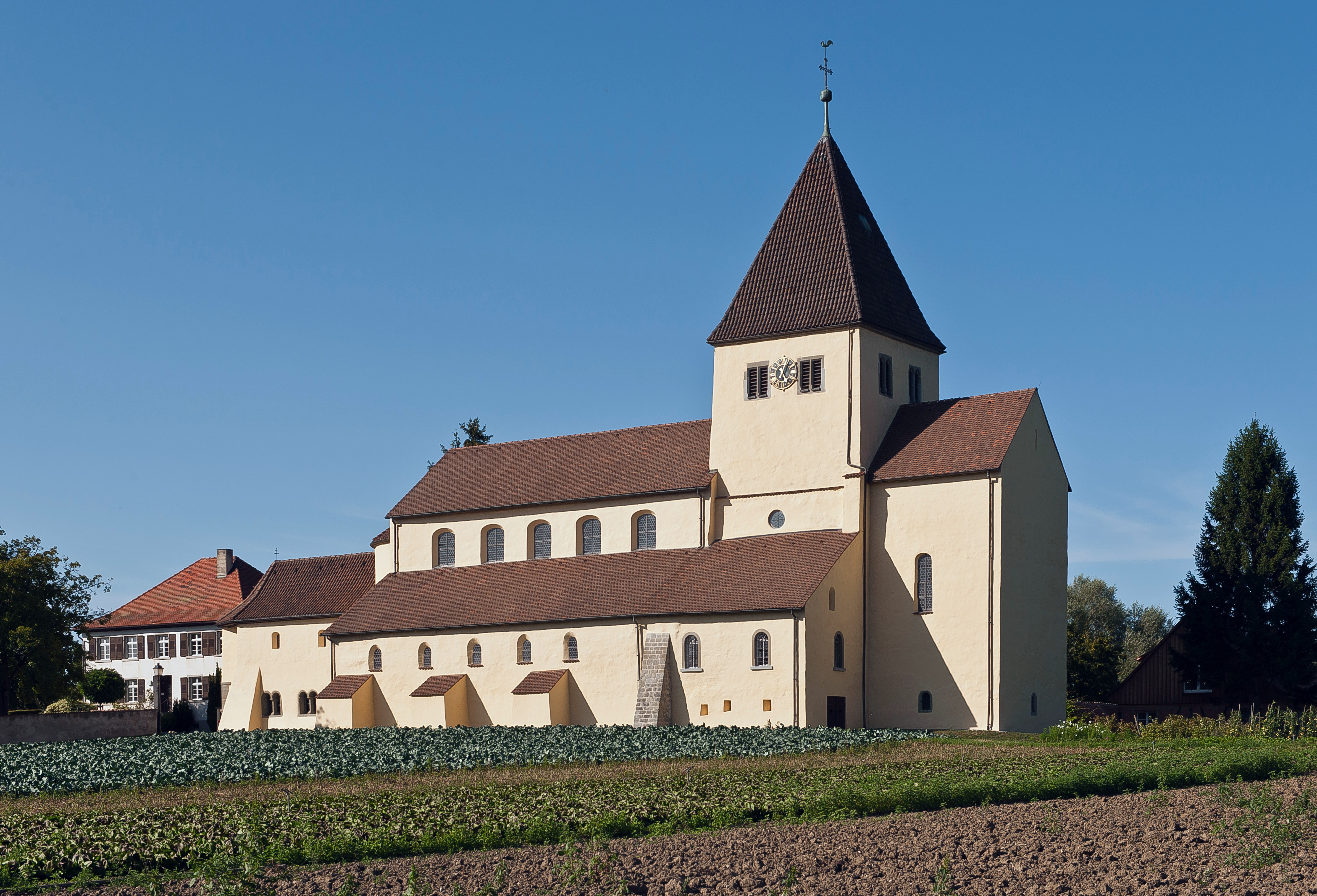
St. Georg, Reichenau-Oberzell

Siehe Hauptartikel: Gemeinde Reichenau (Landkreis Konstanz)
- Münster St. Maria und Markus, Abteikirche des Klosters Reichenau, seit April 2024 Basilica minor
- St. Peter und Paul (Niederzell)
- Georgskirche (Oberzell)
- Burgruine Schopflen (Oberzell, Reichenauer Damm)

## Regelmäßige Feste / Inselfeiertage

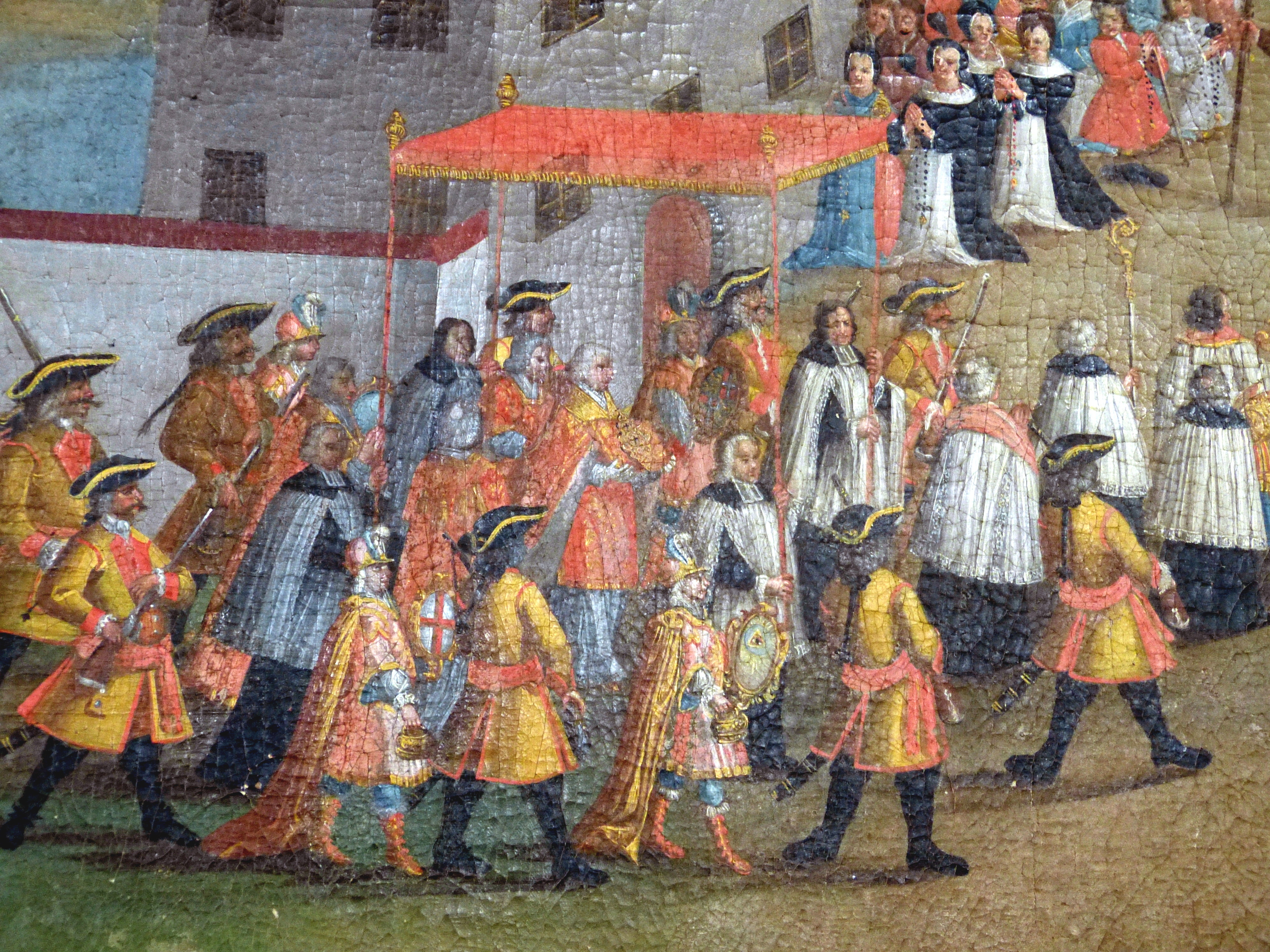
Reichenau, Ortsteil Mittelzell: Münster – Gemälde mit Darstellung der Heimholung der Heilig-Blut-Reliquie ins Kloster Reichenau durch Johann Franz Schenk von Stauffenberg, Bischof von Konstanz, am 26. Mai 1738 (Detail: Bischof mit Reliquie unter Baldachin)

Auf der Insel Reichenau werden jährlich drei Inselfeiertage zu hohen kirchlichen Feiertagen gefeiert, bei denen das Geschäftsleben auf der Reichenau ruht und Kinder schulfrei haben. Die Inselfeiertage werden mit einem Festgottesdienst im Münster und einer Prozession über die Insel, jeweils begleitet von der historischen Bürgerwehr, gefeiert.
- 25. April: Prozession zu Ehren des Heiligen Markus, des Inselpatrons: Die Gebeine befinden sich in einem Schrein aus dem frühen 14. Jahrhundert. Zunächst tritt die historische Bürgerwehr in einer Parade auf. Danach findet im Münster ein Pontifikalamt statt. Die daran anschließende Markusprozession mit Markusschrein und anderen Reliquienschreinen wird begleitet von Mitgliedern der historischen Bürgerwehr und der Trachtengruppe.[26][27][28][29]
- Jährlich am Montag nach dem Dreifaltigkeitssonntag (Trinitatis): Heilig-Blut-Fest: Dies ist ein jährlicher katholischer Reichenauer Feiertag, der aus der Zeit der mittelalterlichen Benediktinerabtei stammt. Das Fest wird begangen mit Parade der Bürgerwehr auf dem Münsterplatz, Pontifikalamt im Münster, Heilig-Blut-Prozession in Mittelzell, Heilig-Blut-Feier im Münster mit Heilig-Blut-Verehrung, Konzert der Bürgermusik Reichenau auf der Ergat.[30][31]

Die Heilig-Blut-Reliquie enthält nach der Überlieferung blutgetränkte Erde von Golgatha, Splitter vom Kreuz Christi und ein blutgetränktes seidenes Tüchlein. Diese befinden sich in einem kleinen byzantinischen Abtskreuz. Die Reliquie wurde an Karl den Großen in Jerusalem übergeben und kam dann auf die Reichenau. Die Reliquie wurde während des Dreißigjährigen Kriegs in einem Kloster bei Freiburg in Sicherheit gebracht. Im Jahr 1737 wurde sie wieder auf die Reichenau gebracht und mit einer barocken Fassung mit Edelsteinen versehen und im Jahr 1746 zur Barock-Monstranz gestaltet. Sie wird im Heilig-Blut-Altar im Münster aufbewahrt.
- 15. August: Das Kirchenpatrozinium des Münsters St. Maria und Markus wird zugleich mit dem Festtag Mariä Himmelfahrt gefeiert und ist ein offizieller katholischer Inselfeiertag. Nach einer Parade der historischen Bürgerwehr auf dem Münsterplatz und einem Festgottesdienst im Münster St. Maria und Markus unter Mitwirkung des Münsterchores und des Münsterorchesters führt eine Prozession über die Insel mit einer Marienfigur und Reliquienschreinen. Traditionell findet nach der Prozession Mariä-Himmelfahrt der Festakt zum Reichenauer Welterbetag im Klosterhof statt.[36][37][38] Im Klosterhof findet zum Abschluss ein Konzert der Bürgermusik Reichenau statt.[39]